# Бубнова, Галина Владимировна
Гали́на Влади́мировна Бу́бнова (род. 10 декабря 1993, Уфа, Башкортостан, Россия) — российская легкоатлетка, специализирующаяся в беге на средние дистанции. Чемпионка России 2015 года в помещении в беге на 1500 метров. Мастер спорта России.

## Биография
Тренируется в Уфе под руководством Яковлевой Елены Шамилевны. В 2012 году стала серебряным призёром первенства России среди юниоров на дистанции 1500 метров с результатом 4.35,29. В 2014 году стала 5-й на летнем молодёжном первенстве страны с личным рекордом 4.19,43.
Первым крупным (и неожиданным) успехом стала победа Галины на чемпионате России в помещении 2015 года. Перед началом соревнований она была всего лишь кандидатом в мастера спорта. В своём забеге ей удалось выиграть с личным рекордом 4.16,52 и выполнить тем самым норматив мастера спорта. Номинально сильнейшие спортсменки вышли на старт следом, но из-за чрезвычайно слабого начала не смогли превзойти время Галины, которая, таким образом, стала чемпионкой России. После финиша она отметила, что победа стала для неё большим сюрпризом, а также что подготовка велась преимущественно к первенству страны среди молодёжи, которое должно было состояться на следующей неделе. Там Галина также подтвердила свой класс, выиграв дистанцию 3000 метров с личным рекордом (9.15,54).
В 2016 году заняла шестое место на Кубке России в беге на 1500 метров с личным рекордом 4.14,14.
Трижды становилась чемпионкой России в эстафетном беге в составе команды Башкортостана: в 2015 году — 4×800 и 4×1500 метров, в 2016 году — 4×1500 метров.

## Основные результаты
| Год  | Турнир                       | Место проведения  | Дисциплина | Место | Результат |
| ---- | ---------------------------- | ----------------- | ---------- | ----- | --------- |
| 2014 | Чемпионат России в помещении | Москва, Россия    | 3000 м     | 13-е  | 9.28,15   |
| 2014 | Чемпионат России в помещении | Москва, Россия    | 1500 м     | 18-е  | 4.25,64   |
| 2014 | Чемпионат России             | Казань, Россия    | 3000 м с/п | 18-е  | 10.49,55  |
| 2015 | Чемпионат России в помещении | Москва, Россия    | 1500 м     | 1-е   | 4.16,52   |
| 2016 | Чемпионат России             | Чебоксары, Россия | 800 м      | 39-е  | 2.08,43   |
| 2016 | Чемпионат России             | Чебоксары, Россия | 1500 м     | 21-е  | 4.20,19   |
| 2017 | Чемпионат России             | Жуковский, Россия | 1500 м     | 12-е  | 4.26,04   |
| 2018 | Чемпионат России в помещении | Москва, Россия    | 1500 м     | 17-е  | 4.24,16   |
| 2018 | Чемпионат России в помещении | Москва, Россия    | 3000 м     | 18-е  | 9.31,23   |